# Constitutioneel-Democratische Partij
De Constitutioneel-Democratische Partij (Russisch: Конституционно-демократическая партия), ook: Partij voor Volksvrijheid, was een Russische liberale partij. De populaire benaming van de Constitutioneel-Democratische Partij (KDP) is Kadettenpartij. De aanhangers werden aangeduid als Cadetten of Kadetten (Russisch: кадеты; kadety), samentrekking van de Russische woorden die in het Nederlands Constitutioneel-Democraten betekenen.
De Constitutioneel-Democratische Partij werd in 1905 (tijdens de eerste Russische Revolutie) door Westers georiënteerde liberalen opgericht. Deze waren vóór de invoering van een Westerse (Brits) georiënteerde grondwet en voor liberalisering van het tsaristisch regime. Tussen 1905 en 1917 hadden de constitutioneel-democraten verscheidene afgevaardigden in de Staatsdoema. 
De KDP baseerde zich vooral op de geschriften van de negentiende-eeuwse Russische liberalen Konstantin Kavelin en Boris Tsjitsjerin. De KDP vond haar meeste aanhang onder geleerden (professoren), de gezeten burgerij (kooplieden en industriëlen), niet-socialistische intellectuelen en de verlichte adel.
Na de Februarirevolutie (1917) werden er een aantal liberalen in de liberale regering-Lvov opgenomen, waaronder Prof. Pavel Miljoekov, de bekende Russische hoogleraar geschiedenis. Miljoekov was een groot voorstander van de voortzetting van de oorlog aan geallieerde zijde, mede daarom moest hij in mei 1917 reeds aftreden.
De partij werd na de Oktoberrevolutie verboden, maar speelde een belangrijke rol in de Witte tegenregeringen, maar ook onder de Russische emigranten die zich na de Oktoberrevolutie in het buitenland vestigden. 

## Geschiedenis

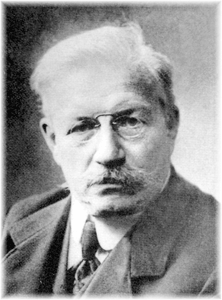
Pavel Miljoekov (1859-1943), voorzitter van de Constitutioneel-Democratische Partij van 1906 tot 1918

De Constitutioneel-Democratische Partij werd in oktober 1905 in Moskou opgericht, tijdens het hoogtepunt van de Eerste Russische Revolutie. Oprichters van de KDP waren o.a. de liberale historicus Pavel Miljoekov, de hoogleraar Nikolaj Nekrasov, prins Pavel Dolgoroekov, Sergej Moeromtsev en Feodor Golovin.
In deze bewogen oktobermaand aanvaardde tsaar Nicolaas II het Oktobermanifest. Het Oktobermanifest voorzag in de oprichting van een gekozen volksvertegenwoordiging (Staatsdoema), vrijheid van meningsuiting en een grondwet. De Kadettenpartij was voorstander van het ten uitvoer brengen van het Oktobermanifest, maar vond haar - anders dan die andere liberale partij, de Oktobristenpartij - eigenlijk niet ver genoeg gaan. De partij was voorstander van algemeen kiesrecht voor mannen én vrouwen. De Kadettenpartij bepleitte ook de oprichting van een grondwetgevende vergadering die over de toekomstige staatsvorm van Rusland zou moeten beslissen.
Het brein achter het Oktobermanifest, graaf Sergej Witte, werd door tsaar Nicolaas II benoemd tot premier. Hij nodigde de KDP uit om toe te treden tot de regering en er volgden onderhandelingen tussen de regering en de KDP. Deze onderhandelingen liepen vast omdat Witte weigerde om reactionaire ministers als Pjotr Doernovo te vervangen.
De KDP won - als gevolg van de weigering van de Sociaal-Revolutionaire Partij en de Russische Sociaaldemocratische Arbeiderspartij om mee te doen aan de verkiezingen - de verkiezingen voor de Eerste Staatsdoema van februari 1906 en werd veruit de grootste partij. De Kadetten kregen 37% van de stemmen in de stedelijke gebieden en 30% van de stemmen op het platteland. In totaal kreeg de KDP 179 zetels in de Doema. Omdat de KDP de grootste partij was geworden, kon Sergej Moeromtsev van de Kadettenpartij tot voorzitter van de Staatsdoema worden gekozen.

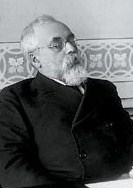
Sergej Moeromtsev (1850-1910), voorzitter van de Eerste Staatsdoema in 1906

De Kadettenpartij stelde zich in de eerste Staatsdoema op als een partij links van het midden. De partij ging een alliantie aan met de boerenpartij der Troedoviken (w.o. Aleksandr Kerenski lid van was). Dankzij deze alliantie had centrumlinks een meerderheid in de Doema. In april 1906 verwierp de regering de hervormingsplannen van de centrumlinkse meerderheid, waarna de KDP zich ontpopte als een radicale oppositiepartij. Op 9 juli 1906 ontbond de regering de Doema en voerde het censuskiesrecht in. Uit protest trokken 120 Kadetten en 80 Troedoviken en sociaaldemocraten naar Vyborg, dat deel uitmaakte van het door een personele unie met Rusland verbonden liberale groothertogdom Finland om daar de vergaderingen van de Doema voort te zetten. Pavel Miljoekov, één der voorlieden van de KDP, schreef het Vyborg-manifest waarin hij de Russische bevolking opriep tot passief verzet, zoals belasting- en dienstweigering, tegen de tsaristische regering. Het Vyborgmanifest haalde echter niets uit, behalve dat de regering het leiderschap van de Kadetten verbood om zich kandidaat te stellen voor de volgende verkiezingen.
De verkiezingen voor de Tweede Staatsdoema (1907) verliepen, mede door het censuskiesrecht, slecht voor de KDP. De partij kreeg maar 92 zetels. Inmiddels was Miljoekov tot voorzitter van de Kadettenpartij gekozen en hij veranderde de partij van een vrijzinnige beweging met revolutionaire en republikeinse sympathieën in een centrumlinkse partij die streefde naar een constitutionele monarchie en het herstel van het algemeen kiesrecht. De regering bleef de Kadettenpartij echter wantrouwen.
Ofschoon de KDP maar 92 zetels bezette in de Doema, bleef de alliantie van de Kadetten en Troedoviken de grootste met 193 zetels. Tevergeefs trachtte centrumlinks de regering te bewegen om liberale hervormingen door te voeren. Tegelijkertijd weigerden de Kadetten om in mei 1907 tegen de wet op onderdrukking van revolutionaire activiteiten te stemmen. Dit stuitte op hevig verzet van links en de samenwerking met de revolutionairen werd verbroken. Op 3 juni 1907 ontbond premier Pjotr Stolypin de tweede Staatsdoema, scherpte de kieswet verder aan, en er werden nieuwe verkiezingen uitgeschreven.
Eind 1907 werden verkiezingen voor de Derde Staatsdoema gehouden. Er werden maar 52 Kadetten - w.o. Miljoekov, die fractievoorzitter werd - in de nieuwe Doema gekozen, en er was geen linkse meerderheid meer. De conservatief-liberale Oktobristenpartij werd de grootste partij. De Kadettenpartij voerde oppositie tegen de keizerlijke regering, maar aldus Miljoekov, "niet tegen de keizer." Het feit dat de KDP naar rechts opschoof leidde tot de uittreding van enkele linkse en gematigde elementen.
Bij de verkiezingen voor de Vierde Staatsdoema (1912) herstelde de Kadettenpartij zich enigszins en verwierf 57 zetels.
In de jaren vóór de Eerste Wereldoorlog werkte de KDP samen met de (linkervleugel van de) Oktobristenpartij en samen verzetten zij zich tegen de Russificatiepolitiek. Deze politiek hield het opdringen van de Russische taal, cultuur en het Russisch-Orthodoxe geloof bij de niet-Russische bevolkingsgroepen in het tsarenrijk. Echter, een kleine groep van Kadetten onder Pjotr Stroeve, steunde tot op zekere hoogte de russificatiepolitiek, hetgeen leidde tot de nodige conflicten. Na de Slachtpartij aan de Lena in 1912, vond de linkervleugel van de KDP dat het constitutionele proces binnen een autocratisch stelsel was mislukt, en het tijd werd voor felle oppositie. De rechtervleugel, aangevoerd door Vasili Maklakov, Michail Tsjelnokov, Nikolaj Gredeskoel en Ariadna Tirkova-Williams, was hier fel op tegen en bepleitte nauwe samenwerking met rechts.

## Eerste Wereldoorlog
Door de Eerste Wereldoorlog die in juli 1914 uitbrak, werden de interne meningsverschillen binnen de KDP terzijde geschoven en stelde de KDP zich eensgezind achter de regering. De KDP stemde voor de oorlogskredieten en gedurende de oorlog dienden KDP'ers in het leger, maar ook veel als medewerkers van het Russische Rode Kruis.
De steun voor de regering verflauwde na de militaire nederlagen in Galicië, hetgeen aantoonde in wat voor een slechte staat het door de regering gesteunde leger verkeerde. In augustus 1915 vormden de Constitutioneel-Democratische Partij, de linkervleugel van de Oktobristenpartij, de Progressieve Partij en een deel van de Nationalistische Partij het oppositionele Progressieve Blok. Het Progressieve Blok drong er bij de tsaar op aan een regering te benoemen die het vertrouwen van het volk genoot en het land naar de overwinning kon voeren, maar de tsaar luisterde niet en tot aan de Februarirevolutie van 1917 benoemde de tsaar soms zeer incompetente ministers, zoals Aleksandr Protopopov en Boris Stürmer.
In oktober 1916 beschuldigde Miljoekov tijdens een zitting van de Staatsdoema de hele regering, en premier Boris Stürmer in het bijzonder, van verraad.

## Februarirevolutie

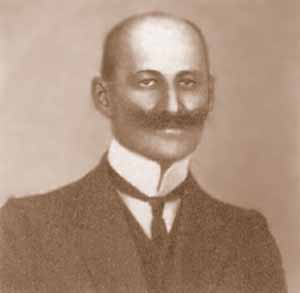
Feodor Golovin (1867-1937), voorzitter van de Tweede Staatsdoema in 1907

Tijdens de Februarirevolutie in 1917 waren de meeste Kadetten voorstander van het behoud van de monarchie. Miljoekov trachtte tevergeefs de jongere broer van de aftreden tsaar, grootvorst Michaël, te bewegen de tsarenkroon te aanvaardden als constitutioneel vorst (16 maart).
Na de Februarirevolutie vormden de Kadetten het belangrijkste deel van de nieuwe Voorlopige Regering. Van de 12 ministers van de Voorlopige Regering, waren er 5 lid van de Kadettenpartij. De kadet prins Georgi Lvov, eertijds voorzitter van de Bond van Zemstvo's (zelfbesturende regionale raden), werd premier, terwijl Miljoekov minister van Buitenlandse Zaken werd.
De voorheen progressieve Kadetten stelden zich na de Februarirevolutie uiterst conservatief op, wat overigens ook te maken had met het feit dat "voormalige" reactionairen hun toevlucht hadden gevonden bij de KDP. Miljoekov, een groot voorstander van het voortzetten van de oorlog aan de zijde van de Entente, verstuurde op 20 april 1917 een nota - de zgn. "Miljoekov-nota" - naar de Russische bondgenoten Frankrijk en het Verenigd Koninkrijk, om hun te verzekeren van de Russische steun in de oorlog. Toen de nota uitlekte braken er protesten uit onder de bevolking, die oorlogsmoe was. Op 2 mei traden Miljoekov en enkele andere ministers af en een liberaal (KDP)/sociaal-revolutionair/sociaaldemocraten tot stand. De invloed van de Kadetten verzwakte aanzienlijk. Tijdens de Julicisis steunden sommige Kadetten openlijk de couppoging van generaal Lavr Kornilov en als geheel verwierpen de Kadettenministers de Oekraïense eis voor meer autonomie. Prins Lvov trad af en de regering viel. Aleksandr Kerenski, de energieke en jonge leider van de Sociaal-Revolutionaire Partij, vormde daarop een nieuw kabinet, waarin weliswaar drie Kadetten waren opgenomen, maar de Sociaal-Revolutionaire Partij en de Mensjewieken de dienst uitmaakten. De Kadetten regeerden mee bij de gratie van de Sociaal-Revolutionairen en bij tijd en bij tijd en wijle hoorde men in mensjewistische kringen de roep om de vorming van een kabinet dat uitsluitend zou moeten bestaan uit socialisten.

## Na de Oktoberrevolutie
Na de Oktoberrevolutie (1917), toen de bolsjewieken de macht grepen, werden anti-bolsjewistische kranten, waaronder die van de Kadettenpartij verboden. Sommige Kadettenministers werden door de bolsjewistische regering gearresteerd, hetgeen leidde tot protesten van Sergej Oldenburg, voormalig minister van Nationaliteiten in de Voorlopige Regering. Later werd de Kadettenpartij verboden.
Sommige Kadettenleiders, waaronder Pavel Miljoekov, sloten zich tijdens de Russische Burgeroorlog (1918-1921) aan bij de Witte beweging. Tijdens en na de burgeroorlog vestigden veel Kadetten zich in Frankrijk. Miljoekov, sinds 1920 in Frankrijk woonachtig, trad in juni 1921 uit de Kadettenpartij, toen deze partij zijn plannen voor de bestrijding van de bolsjewistische regering in Moskou afwees.
De meeste Kadetten waren sterk anti-bolsjewistisch. Een enkeling, zoals Sergej Oldenburg (1863-1934) koos ervoor om in Rusland te blijven wonen. Hij bleef tot 1929 lid van de Russische Academie van Wetenschappen. Een andere Kadet, Feodor Golovin, voorzitter van de Staatsdoema, was in 1921 lid van het Al-Russische Comité voor de Noodlijdenden. In 1937 werd hij opgepakt en geëxecuteerd.

## Voorzitters van de Staatsdoema
De Kadettenpartij leverde twee voorzitters van de Staatsdoema: Sergej Moeromtsev (1906), Feodor Golovin (1907).

## Verkiezingsresultaten Kadetten 1906-1912
| Doema              | Jaar | zetels |
| ------------------ | ---- | ------ |
| Eerste Staatsdoema | 1906 | 179    |
| Tweede Staatsdoema | 1907 | 92     |
| Derde Staatsdoema  | 1907 | 52     |
| Vierde Staatsdoema | 1912 | 57     |

## Prominente Kadetten
- Prins Pavel Dolgoroekov - vicevoorzitter van de Staatsdoema (1906)
- Feodor Golovin - voorzitter van de Staatsdoema (1907)
- Nikolaj Gredeskoel - vicevoorzitter van de Staatsdoema (1906)
- Aleksandr Kornilov - senator
- Prins Georgi Lvov - premier (1917)
- Pavel Miljoekov - historicus, voorzitter KDP (1906-1918)
- Sergej Moeromtsev - voorzitter van de Staatsdoema (1906)
- Vladimir Nabokov - Doemalid
- Nikolaj Nekrasov - vicevoorzitter van de Staatsdoema (1916-1917)
- Sergej Oldenburg - minister van Nationaliteiten (1917)
- Prins Dimitri Sjachovski - minister van Welzijn (1917)
- Pjotr Stroeve - Doemalid, liberaal theoreticus
- Ariadna Tirkova-Williams - politica
- Mikola Vasilenko - politicus

## Verwijzingen
1. ↑  De oom van de communistische volkscommissaris van Buitenlandse Zaken Georgi Tsjitsjerin
2. ↑  Deze cijfers geven duidelijk aan dat de Kadettenpartij haar meeste aanhang had onder stedelingen
3. ↑  Pjotr Stroeve (1870-1944), voormalig marxistisch theoreticus, later (conservatief-)liberaal en relatief nationalistisch politicus
4. ↑  Galicië werd in 1914 op Oostenrijk-Hongarije veroverd, maar moest in 1915 weer worden prijsgegeven
5. ↑  Nicolaas en Alexander: De intieme geschiedenis van de laatste tsarenfamilie, door: Robert K. Massie (1970), blz. 368
6. ↑  Nicolaas en Alexander: De intieme geschiedenis van de laatste tsarenfamilie, door: Robert K. Massie (1970), blz. 428
7. ↑  (ru) Председатели Государственной Думы России ().

- Bibliothèque nationale de France: cb13508788j (data)
- CiNii: DA03379678
- Gemeinsame Normdatei: 1220731-7
- International Standard Name Identifier: 0000 0001 2180 1665
- Library of Congress Control Number: n80013465
- Nationale Bibliotheek van Letland: 000207709
- Nationale Bibliotheek van Tsjechië: ko20201085833
- Nationale bibliotheek van Australië: 35725101
- Nationale Bibliotheek van Israël: 987007263889805171
- Système universitaire de documentation: 050283278
- Virtual International Authority File: 147740635